# Franz Weinzierl (Widerstandskämpfer)
Franz Weinzierl (* 14. September 1912 in Zauchen bei Miklauzhof; † 29. April 1943 in Wien) war ein slowenischsprachiger österreichischer Widerstandskämpfer gegen das NS-Regime.
Der Bauer und Dichter sympathisierte mit KPÖlern im Widerstand. In seiner Hube vlg. Markovetz bei Rechberg versteckte er Maria Urank, ein aus dem Aussiedlungslager in Deutschland geflohenes Mädchen. Der Hof wurde im August 1942 auch zum Hauptversteck für Johann Županc und Stane Mrhar, die die erste Ortsgruppe der Osvobodilna Fronta in Kärnten gründeten. Weinzierl verteilte Flugschriften und sammelte Unterstützungsgelder. Im Oktober 1942 wurde er zur Wehrmacht eingezogen, dann verhaftet und als einer von dreizehn slowenischen Widerstandskämpfern am 12. April 1943 in Klagenfurt vom Volksgerichtshof durch Roland Freisler zum Tode verurteilt. Er wurde am 29. April 1943 am Wiener Landesgericht enthauptet.
Sein Wirken wurde von Metod Turnsek in dem Buch Unter Kärntner Brüdern verewigt, wo auch der verlorene Abschiedsbrief an die Eltern abgedruckt ist.

## Gedenken
Franz Weinzierl wurde im Ehrenhain der Gruppe 40 im Wiener Zentralfriedhof bestattet, im November  1949 exhumiert und in Kärnten beigesetzt.
Im ehemaligen Hinrichtungsraum des Landesgericht für Strafsachen Wien ist ihr Name auf der Gedenktafel für die Opfer der NS-Justiz aufgeführt.